# Seznam hrabat z Albonu a dauphinů z Viennois

Erb albonských hrabat, později dauphinů z Viennois

Erb francouzských dauphinů, následníků trůnu (po 1349)

Seznam hrabat z Albonu a dauphinů z Viennois (výsl. [dofén z vienua]) obsahuje chronologicky řazené vládce albonského hrabství, posléze vienneského delfinátu (fr. dauphiné) – nositelů titulu dauphin, jež se stal v polovině 14. století titulem francouzských následníků trůnu – viz Seznam francouzských dauphinů. Název Dauphiné pak bylo přeneseno na širší území provincie na jihovýchodě dnešní Francie.

## Původ a historie titulů
Tato hrabata byla vládci území v Arelatském království, které bylo od roku 1032 součástí Svaté říše římské. Řadí se proto mezi říšská knížata.
Město Vienne leží na soutoku řek Gère a Rhôny jižně od Lyonu v dnešním departementu Isère. Z Vienneského hrabství byla vyčleněna dvě nová léna, jež od roku 1023 držel vienneský arcibiskup. Arcibiskup Štěpán I. oddělil v roce 1030 od stávajícího hrabství na severu ležící Maurienne (pozdější Savojské hrabství) a na jihu se rozkládající hrabství se sídlem v obci Albon. To získal Guigues I. neboli Guigo I. a jím založená albonská dynastie, nazývaná také Gigonovci podle častého jména (původně Wig, Wigo). Jejich albonské hrabství se též nazývalo hrabství Albon-Viennois, kde Viennois je označení širšího historického území mezi obloukem Rhôny u Lyon a Alpami. Označení dauphin, česky „delfín“, se poprvé objevuje v listině jeho vnuka Gugigua III. z roku 1110, kterou jako svědci stvrzují jeho synové Guigues Daupin (Delphinus) a Humbert. Původ tohoto přízviska je sporný, ale užívat ho začali i potomci po jeho smrti (1142) a přízvisko se tak stalo titulem, delfín nedílnou součástí jejich erbu a jimi ovládané území začalo být nazýváno Dauphiné de Viennois (latinsky Delphinatus Viennensis), čili vienneský delfinát (dauphinát).
Zvláštní titul dauphin fakticky odpovídal úrovni hrabat. Jinde v Evropě neměl obdobu, s výjimkou auvergneského delfinátu (dauphiné d'Auvergne), který vznikl po rozdělení auvergneského hrabství roku 1147, po sňatku Viléma VII. z Auvergne s dcerou Guigua IV.

## Samostatná hrabata a dauphinové
| Hrabata z Albonu |                     |               |                             |
| Rod Albonů       |                     |               |                             |
| Portrét          | Jméno               | Období vlády  | Poznámky                    |
|                  | Guigues I. Starý    | asi 1040–1070 | * Hrabě z Albonu a Grenoblu |
|                  | Guigues II. Tlustý  | asi 1070–1080 | * Hrabě z Grenoblu          |
|                  | Guigues III. Hrabě  | asi 1080–1133 | * První hrabě z Viennois    |
|                  | Guigues IV. Dauphin | 1133–1142     |                             |

| Dauphinové z Viennois (a hrabata z Albonu) |                     |              |                                                                                             |
| Rod Albonů                                 |                     |              |                                                                                             |
| Portrét                                    | Jméno               | Období vlády | Poznámky                                                                                    |
|                                            | Guigues V. z Albonu | 1142–1162    | * Hrabě z Albonu a Grenoblu * První dauphin z Viennois                                      |
|                                            | Beatrix z Albonu    | 1162–1228    | * Hraběnka z Albonu, Grenoblu, Oisansu et Briançon * Manželka burgundského vévody Huga III. |
| Rod Burgundských                           |                     |              |                                                                                             |
| Portrét                                    | Jméno               | Období vlády | Poznámky                                                                                    |
|                                            | Guigues VI.         | 1228–1237    | * Hrabě z Albonu, Grenoblu, Oisansu a Briançonu                                             |
|                                            | Guigues VII.        | 1237–1269    | * Hrabě z Albonu, Grenoblu, Oisansu, Briançon a Embrunu                                     |
|                                            | Jan I.              | 1269–1282    | * Hrabě z Albonu, Grenoblu, Oisansu, Briançon a Embrunu                                     |
|                                            | Anna                | 1282–1298    | * Hrabě z Albonu a sestra Jana I. * Manželka barona Humberta I. z La Tour du Pin            |
| Rod z La Tour du Pin                       |                     |              |                                                                                             |
| Portrét                                    | Jméno               | Období vlády | Poznámky                                                                                    |
|                                            | Humbert I.          | 1282–1307    | * Baron z La Tour du Pin                                                                    |
|                                            | Jan II.             | 1307–1318    | * Baron z La Tour du Pin                                                                    |
|                                            | Guigues VIII.       | 1318–1333    |                                                                                             |
|                                            | Humbert II.         | 1333–1349    | * bratr Guiguese VIII. Prodal svá území vč. titulu francouzskému králi Filipu VI.           |